# König der Dornen
König der Dornen (jap. いばらの王, Ibara no Ō) ist eine Manga-Serie des japanischen Zeichners Yuji Iwahara. Sie ist dem Seinen-Genre zuzuordnen und schildert die Erlebnisse einer Gruppe todkranker Menschen, die nach einem Kälteschlaf in einer für sie feindlichen Umwelt aufwachen und dort um ihr Überleben kämpfen müssen.
2010 wurde die Serie auch als Anime-Film umgesetzt.

## Handlung
In naher Zukunft wird die Menschheit von der gefährlichen Krankheit "Medusa" bedroht. Wer an dieser Krankheit leidet, versteinert innerhalb von sechs Wochen bei lebendigem Leibe. Es gibt kein Mittel gegen diese Krankheit, weswegen der Millionär Sir Henry Epstein eine Stiftung ins Leben gerufen hat. In einer aus dem 13. Jahrhundert stammenden Burg befindet sich eine Forschungsstation mit insgesamt 160 Kälteschlafkammern, in der zufällig ausgewählte Personen in einen Kälteschlaf versetzt werden. Sie sollen erst dann wiedererweckt werden, wenn es ein Heilmittel gegen die Krankheit gibt. Zu den Auserwählten gehört auch das junge Mädchen Kasumi.
Als Kasumi aus dem Schlaf erwacht, muss sie feststellen, dass etwas schiefgelaufen ist. Nicht alle Kälteschlafkapseln sind geöffnet, der Raum ist von Dornengewächsen überwuchert; zudem werden die gerade erwachten Infizierten von einer Horde fliegender Reptilien angegriffen. Die Patienten versuchen in den Fahrstuhl zu fliehen, wo nahezu alle von einem weiteren Monster attackiert und gefressen werden. Nur sieben, darunter Kasumi, können entkommen. Die Gruppe versucht daraufhin nicht nur herauszufinden, was in der Zeit ihres Kälteschlafs geschehen ist, sondern muss sich auch noch gegen die Bestien, die überall wuchernden Dornen, und ihre Krankheit, die weiterhin in ihren Körpern wütet, zur Wehr setzen.

## Charaktere
Kasumi Ishiki
Kasumi ist ein japanisches Mädchen. Sie wird von Peter Steavens als niedlich bezeichnet, er sagt sie ist ein freundliches Mädchen, aber dumm, wenn sie den anderen vertraut oder um jemanden wie ihn weint.  Ron Portman weiß nicht, ob man sie allein lassen sollte, da sie wirkt, als bräuchte sie Schutz. Sie ist zwar eine der 160 für den Tiefschlaf auserwählten Kandidaten, ist aber nicht so besonders glücklich darüber, da ihre ebenfalls an der Krankheit "Medusa" leidende Zwillingsschwester Shizuku nicht diese Chance erhielt. Obwohl Kasumi eher schüchtern und zurückhaltend ist, entwickelt sie im Laufe der Ereignisse überraschend viel Stärke. Allerdings verlässt sie sich in gefährlichen Situationen weiterhin gerne auf Marco Owen, da sie sich zu ihm hingezogen fühlt und ohne ihre Schwester an ihrer Seite, die sie sich immer wieder herbeiwünscht, in ihm einen Beschützer sucht. Nur, wenn sie von der Gruppe getrennt ist, kommt es zu Momenten, in denen sie anfängt selbst um ihr Überleben zu kämpfen. In wenigen Szenen tut sie dies von sich aus. Meistens erinnert sie sich, wenn sie auf sich gestellt ist, an Situationen, in denen Marco Owen ihr geholfen hat. Sie vertraut dem zwielichtigen Marco Owen, wirft als er sie rettet sogar ihre Waffe weg, weil er wieder bei ihr ist. In Visionen erscheint ihr zudem immer wieder ihre Schwester, die zurückbleiben musste. Diese Visionen sind entweder Erinnerungen, die ihr Kraft geben oder Rufe nach Hilfe, wenn sie in Gefahr ist. Muss Kasumi kämpfen hält sie sich jedoch immer an Marco Owen, sowohl in ihren Gedanken wie auch in der Realität und verlässt sich auf ihn. Kasumi tritt zwar vehement dafür ein, keinen aus der Gruppe mehr zurückzulassen, bei Reibereien innerhalb der Gruppe der überlebenden Sieben redet sie den anderen diesbezüglich unermüdlich ins Gewissen. Sie tut dies jedoch, weil sie nicht will, dass noch jemand stirbt und glaubt nur, wenn sie zusammenbleiben können sie es schaffen. Auch hier verlässt sie sich auf andere und möchte nicht allein sein.
Shizuku Ishiki
Shizuku ist Kasumis Zwillingsschwester. Kasumi beschreibt sie als fröhlich und extrovertiert und als ihre andere Hälfte. Nur zusammen sind sie Ganz. Kasumi erzählt, dass sie ohne Shizuku nicht mehr leben wollte und deswegen versucht hat, sich das Leben zu nehmen, um ihrer Schwester den Platz in der Kapsel zu überlassen, was Shizuku allerdings verhindert hat. Shizuku erscheint Kasumi immer wieder in Visionen und ihren Erinnerungen und wiederholt dabei immer wieder, dass Kasumi leben soll und sie ihr nicht verzeihen würde, wenn sie aufgibt und stirbt. Shizuku stellt sich als eine Schlüsselfigur der ganzen Handlung heraus, da sie der Grund für die ganzen Veränderungen durch "Medusa" ist. Noch bevor Kasumi in die Kältekapsel gebracht wird, bricht "Medusa" bei Shizuku aus und man bringt sie in das Geheimlabor nach Level 4.
Marco Owen
Der mehrfach tätowierte Owen ist eine zwielichtige Figur. Er wurde von der CIA aus dem Gefängnis geholt, um für sie im Schloss Informationen zum "Medusa-Projekt" zu finden. Die CIA vermutet, dass "Medusa" ein Anschlag von der Sekte “Venus Gate” von Ivan Karol Vega ist. Sie glauben, das Schloss, in dem die Kältekapseln sind, ist eine Art Arche Noah und sie brauchen Owen, da er der einzige ist, der seinem Erzfeind Zeus (alias Steve) der das Sicherheitssystem des Schlosses überwacht, das Wasser reichen kann. Zeus ist auch Hacker und hat Owen zuvor verraten, weswegen dieser im Gefängnis war. Seither will er sich rächen. Owen leidet nicht am "Medusa-Syndrom" und möchte nichts mit der Sache zu tun haben, bis er erfährt, dass Zeus in das Projekt involviert ist. Owen sollte aus dem Aufzug, der zu den Schlafkapseln führt, herausklettern und in Level 4, wo die geheimen Informationen aufbewahrt werden, das System hacken. Als nach dem Eingreifen der Soldaten alles außer Kontrolle gerät, schlägt sich Owen den Kopf an und ist bewusstlos. Er wacht erst wieder auf, als die Dornen schon gewachsen sind und die ganze Situation eskaliert ist. Der Rest der Gruppe bezichtigt ihn zunächst als Kriminellen, er gibt sich ihnen später jedoch als ein von der Regierung eingesetzter Spion zu erkennen, der über das wahre Wesen des Forschungslabors Bescheid weiß. Sein Wissen über das Labor und Venus Gate behält er jedoch für sich, weil er niemandem vertraut. Marco Owen weiß wer Peter Steavens ist und auch der Senator kann sich an Marco erinnern und weiß, dass er ein Hacker ist. Durch den Senator wird er schließlich als Spion der CIA enttarnt. "Nennt mich Marco!" - Er hasst es, bei seinem Nachnamen genannt zu werden. Marco beherrscht den Umgang mit Waffen und ist ein ausgezeichneter Kämpfer, der sich seine Fähigkeiten und Muskeln im Gefängnis antrainiert hat, damit er für die Rache an Zeus vorbereitet ist. Dennoch behauptet Alice, dass Marco nur durch ihre Hilfe so weit gekommen sei und er gegen Zeus am Ende keine Chance hat und sterben wird. Von Beginn an beschützt er Kasumi und ist am Ende der einzige, der sie retten kann. Als er gefragt wird, wer er ist, sagt er, er wäre eine Mischung aus allem, was man von ihm hält und man solle selbst wählen.
Peter Steavens
Steavens ist ein Wissenschaftler und hat die Kälteschlafkammern (vor allem aber den Traum-Projektor) für das Forschungszentrum entwickelt. Er wurde von Ivan Karol Vega um seine Erfindung betrogen und hat aus Rache alle Informationen über Level 4 auf einer Festplatte gespeichert, die er nun versucht, in den Ruinen des Schlosses zu finden. Kurz nachdem er die Informationen gestohlen hat, wird er von Venus Gate mit "Medusa" infiziert. Obwohl er über das Projekt Bescheid weiß ist ihm auch ein Rätsel, was während der Schlafenszeit der 160 Auserwählten passiert ist. Er fragt sich selbst, wie lange sie geschlafen haben müssen, um in einer solchen Umgebung aufzuwachen. Als Wissenschaftler ist er die Stimme der Vernunft in der Gruppe und sucht nach rationalen Erklärungen. Er ruft die anderen dazu auf zusammenzuarbeiten, die Ruhe zu bewahren und ist beeindruckt von Kasumi, weil sie Marco Owen rettet. Er ist streng gläubig und trägt ständig eine Kreuzkette.
Cathrine / Kathryn Turner
Cathrine war Alkoholikerin, weshalb man ihr ihren Sohn wegnahm. Von Schuldgefühlen geplagt kümmert sie sich dementsprechend stark um den kleinen Tim, der ihrem Sohn sehr ähnlich sieht. Aber auch für Kasumi ist sie in einer mütterlichen Rolle da und tröstet und unterstützt sie. Cathrine ist am heftigsten vom "Medusa-Syndrom" befallen, bei ihr steht die Krankheit kurz vor dem endgültigen Ausbruch. Cathrine hat eine labile Persönlichkeit und schwankt zwischen extremen Verhaltensweisen. Meist ist sie sehr ruhig, aber von Zeit zu Zeit bricht sie in hysterische Schreikrämpfe aus. Als "Medusa" bei ihr ausbricht, will sie solange für Tim weiterkämpfen, bis sie versteinert ist.
Timothy Laisenbach
Tim ist ein aufgeweckter Junge, der sich jedoch in sich selbst zurückgezogen hat. Er hält sich an Cathrine, die sich ihm annimmt und möchte gerne helfen, so gut es ihm möglich ist. Als sie in einer Sackgasse eine Tür von außen öffnen müssen, um weiterzukommen, erklärt er sich, obwohl er Angst hat, bereit, durch ein Lüftungsrohr auf die andere Seite zu krabbeln und die Tür von dort zu öffnen. Dabei wird er von der Gruppe getrennt. Sie finden später wieder zusammen. Tim möchte zu seiner Mutter zurück und will deswegen kämpfen, solange, bis er sie wiedergefunden hat.
Alice Kosnovski
Das geheimnisvolle Mädchen im Mantel ist die körperlose Seele des Mädchens, das von Vega in Sibirien als einzige Überlebende der ersten "Medusa"-Opfer gefunden wurde. Vega vermutet, dass sie überlebt hat, weil sie an einer Multiplen Persönlichkeitsstörung leidet. Sie hat die Überreste ihres Zuhauses verbrannt, nachdem ihre Familie gestorben war, um zu verhindern, dass die durch "Medusa" aus ihrer Fantasie lebendig gewordenen Fiktion ihres imaginären Freundes entkommen kann. Als Vega erkennt, dass sie durch ihre Krankheit in der Lage ist, "Medusa" zu steuern, bringt er sie ins Schloss, um sie und "Medusa" zu erforschen und damit für seine Zwecke zu nutzen, eine neue Weltordnung herzustellen. Vega hat sie an einen von Steavens entwickelten Traum-Projektor angeschlossen, um ihre Träume durch "Medusa" zu materialisieren. Während eines Traums ist sie aufgewacht und hat damit sich selbst und die Welt zerstört. Alices Körper ist seit ihrer Ankunft im Schloss nicht gealtert. Durch das missglückte Experiment an ihr besitzt sie jedoch nur noch einen Lungenflügel und keine Beine mehr. Nur die Kapsel, in der sie liegt, hält sie am Leben. Zeus hat erkannt, wo das Problem mit dem Traum-Projektor lag und hat ihn so verbessert, dass man aus ihm nicht mehr aufwachen kann. Erst wenn Alices Körper tot ist, kann auch ihre Seele das Schloss verlassen. Sie ist auch diejenige, die Marco Owen immer wieder aus dem Hintergrund unterstützt und später, nachdem er gestorben ist, ihre Lebenskraft übergibt, damit dieser am Ende Kasumi retten kann.
Ivan Karol Vega
Vega ist der Kopf der "Venus Gate" Sekte, die sich als Rettung der Menschheit vor der Apokalypse gesehen hat. Vega entdeckte Alice in Sibirien und glaubte, dass er von Gott auserwählt wurde, um mit Hilfe von "Medusa" eine neue Welt zu schaffen. Er erkennt als erstes die wahre Bedeutung von "Medusa" und die Macht, die dahintersteckt. Als jedoch alles außer Kontrolle gerät, begeht er Selbstmord, hinterlässt für die anderen Überlebenden aber eine Videoaufnahme, in der er seine Hintergründe für sein Handeln erklärt.
Ron Portman
Nur das Gerechtigkeitsempfinden und hohe Verantwortungsbewusstsein des hünenhaften Polizisten ist größer als seine Abneigung gegen Marco Owen. Immer wieder gerät er mit diesem in Streit und nur dank Kasumis beherzten Eingreifen ufern die Auseinandersetzungen der beiden Alphamännchen nicht aus. Ron sieht Situationen oft negativ und will häufig aufgeben, weil sie vor "Medusa" am Ende nicht fliehen können. Trotz seiner Schwächen kämpft er am Ende jedoch immer weiter und rettet die anderen aus gefährlichen Situationen, wenn Marco nicht da ist.
Alessandro Peccino
Der arrogante und selbstsüchtige italienische Politiker schert sich nicht um seine Mitstreiter. Ursprünglich gar nicht für das "Medusa"-Programm vorgesehen, hat er sich den Platz unter den 160 Auserwählten, die die Pandemie im Kälteschlaf überleben sollten, mit Schmiergeld erkauft.

## Veröffentlichungen
König der Dornen erschien in Japan von Oktober 2002 bis Oktober 2005 in Einzelkapiteln im Manga-Magazin Comic Beam, in dem auch Kaoru Moris Manga-Serie Emma – Eine viktorianische Liebe veröffentlicht wurde. Enterbrain fasste diese Einzelkapitel auch in sechs Taschenbücher zusammen.
Auf Deutsch erschienen die sechs Bände des Mangas von November 2005 bis Januar 2007 beim Tokyopop-Verlag. Von November 2012 bis April 2013 erschien eine deutsche Neuauflage in drei Doppelbänden.
Der Manga wurde als King of Thorns auch in den USA bei Tokyopop verlegt, in Frankreich kam er unter dem Titel Roi des ronces bei Soleil und in Spanien bei Glénat als King of Thorn heraus.

### Anime
Der Film wurde unter dem Namen Ibara no Ō - King of Thorn am 1. Mai 2010 in Japan uraufgeführt. In Deutschland erschien er als King of Thorn am 26. November 2010 auf DVD.

#### Synchronisation
| Rolle           | japanischer Sprecher (Seiyū) |
| --------------- | ---------------------------- |
| Kasumi          | Kana Hanazawa                |
| Marco Owen      | Toshiyuki Morikawa           |
| Peter Steavens  | Shin’ichirō Miki             |
| Kathryn         | Sayaka Ōhara                 |
| Alice           | Misaki Kuno                  |
| Ivan Karol Vega | Tsutomu Isobe                |

## Auszeichnungen
Der Manga war 2006 für den Seiun-Preis als Bester Comic nominiert, musste sich aber Reiko Okanos Onmyōji geschlagen geben.